# Blake Bortles
Blake Bortles (Altamonte Springs, Florida, 1992. április 28. –) amerikai amerikaifutball-játékos, quarterback (irányító) a Jacksonville Jaguars csapatában a National Football League-ben (NFL). 2014-ben szerződtette le a Jaguars, előtte kollégiumi csapatban szerepelt, a UCF játékosaként.
Bortles az UCF irányítója volt 2011 és 2013 között. 2012-ben, csapatával megnyerték a Conference USA 2012-es keleti bajnokságát és a bowl victory-kupát.

## Korai évek
Bortles iskolai éveit a Oviedo High School-ban végezte Floridában, ahol a futball mellett, baseball-t is játszott. Végzős éve volt az egyik legsikeresebb év a számára, mivel 233-ból 151 passzt hajtott végre sikeresen, emellett szerzett 2,211 yard-ot, 27  touchdownt és mindössze 7 interceptiont, vagyis ennyiszer adta el a labdát. Itteni karrierjét egy új Seminole megye-i rekorddal zárta: 5,576 passzolt yard és 53 touchdown.
Három csillagos újoncnak nevezte a Rivals.com, Bortles a 44. helyet foglalta el a legjobb irányítók listáján.

## Kollégiumi karrier
Bortles sikeres iskolai évei után elfogadta az UCF megkeresését, ez volt az első kollégium ami ösztöndíjat ajánlott fel neki és közel is volt az otthonához. Első évében 10 meccset játszott, ezen meccsek alatt 958 passzolt yardot szerzett, 6 touchdownnal és 3 interceptionnel. Kitűnő teljesítménye réven, másodévesként mind a 14 meccset végigjátszotta irányítóként. 399-ból 251 passzt hajtott végre sikeresen, szerezve ezzel 3,059 yardot, 25 touchdownt és hét interceptiont. Mindezek mellett, szerzett 285 futott yardot és 8 touchdownt. 2012-ben megkapta a legértékesebb játékos díjat a Beef ’O’ Brady's Bowlon.

### Statisztika
Kezdőként (2012–2013), Bortles 22–5-ös győzelmi rekord birtokosa lett. A 2013-as szezon végén Bortles statisztikája:
|        |        | Passzolt | Passzolt | Passzolt | Passzolt | Passzolt | Passzolt | Passzolt | Passzolt | Passzolt | Futott | Futott | Futott |
| Szezon | Csapat | GP       | GS       | Rating   | Att      | Comp     | Pct      | Yds      | TD       | INT      | Att    | Yds    | TD     |
| ------ | ------ | -------- | -------- | -------- | -------- | -------- | -------- | -------- | -------- | -------- | ------ | ------ | ------ |
| 2011   | UCF    | 10       | 0        | 153.9    | 110      | 75       | 67.8     | 958      | 6        | 3        | 21     | 4      | 1      |
| 2012   | UCF    | 14       | 14       | 144.5    | 399      | 251      | 62.9     | 3,059    | 25       | 7        | 87     | 285    | 8      |
| 2013   | UCF    | 13       | 13       | 163.4    | 382      | 259      | 67.8     | 3,581    | 25       | 9        | 87     | 272    | 6      |
|        | Össz   | 37       | 27       | 153.9    | 891      | 585      | 66.2     | 7,598    | 56       | 19       | 195    | 561    | 15     |

## Profi karrier

### Jacksonville Jaguars

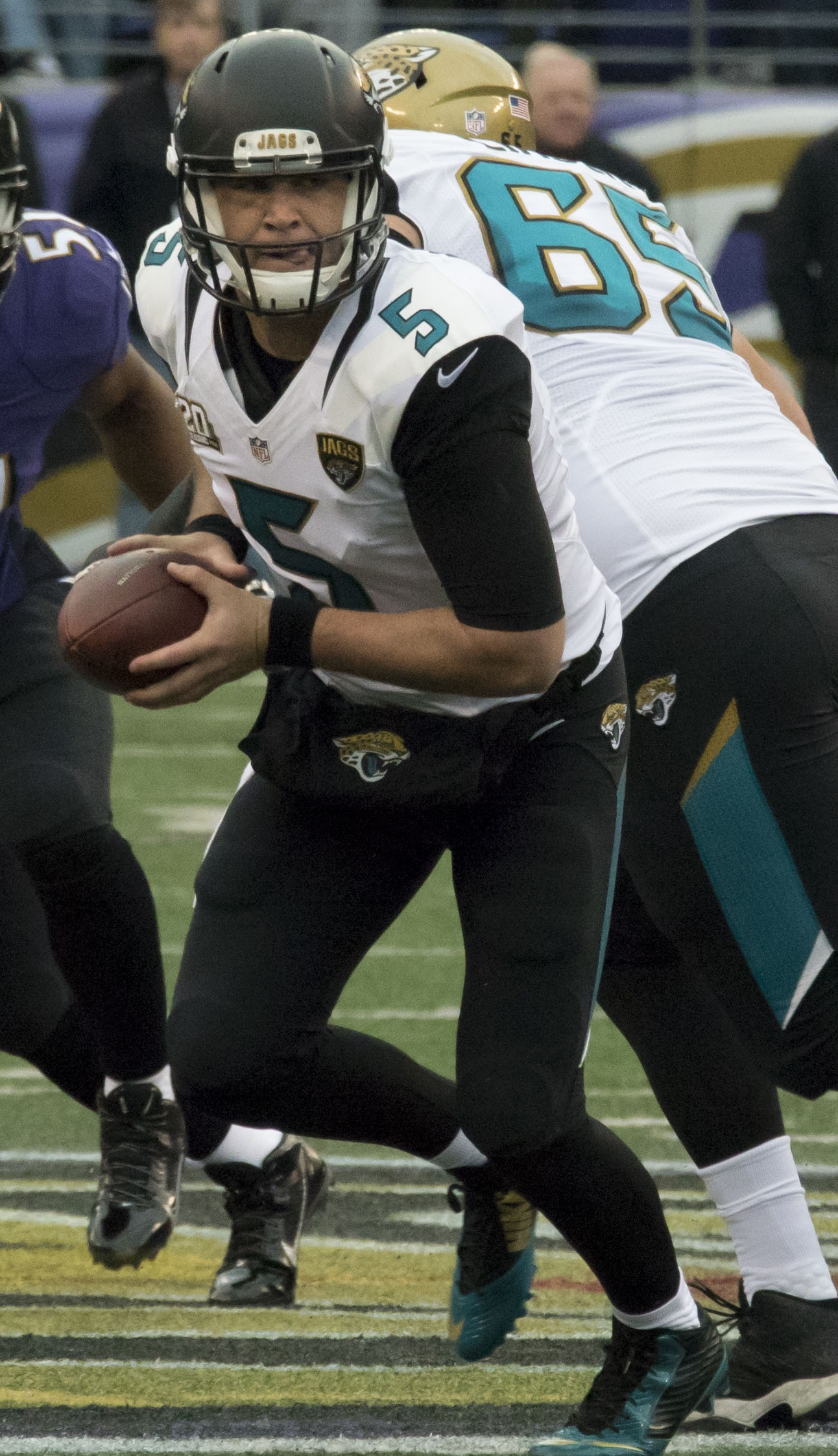
Bortles vs. Ravens 2014-ben.

#### 2014-es szezon
2014. május 8-án, a 2014 NFL Draft során, Bortlest harmadiknak választotta véglegesen a Jacksonville Jaguars. Bortles az első volt akit 14 sikeres irányítóval besoroztak. Június 18-án aláírta az újonc szerződését mely értéke $20,6 millió volt illetve ami négy teljes évig garantálva volt számára.
2014. szeptember 21-én Bortles alapszakaszban mutatkozott be mikor leváltotta Chad Henne az egyoldalú Indianapolis Colts elleni győztes mérkőzésben. 24-ből 14 sikeres passzt adott le, 223 yardot futott továbbá  2 touchdownt és két labdát adott el. Végigkövetve az egész meccset Gus Bradley főbíró a következőképp nevezte Bortlest: „A kezdő aki előre megy."
2014. szeptember 28-án Bortles az első meccsen megkezdte  karrierjét a San Diego Chargers ellen. Bortles a játékot 29-37 re 253 yardot futva fejezte be, továbbá egy touchdownt és két interceptiont szerzett, egy 33-14-es vereségben. Rekordot állított fel újonc irányító létére, már az első meccsei után a 78,4%-os végrehajtó teljesítményével az irányítók között.
A hatodik héten a Tennessee Titans ellen, Bortles 336 yard passzt produkált, de a Jaguárok kikaptak 14–16-ra egy blokkolt mezőnygól következtében. A 13. héten a New York Giants, elleni mérkőzésen Bortles 194 yardot dobott, szerzett egy touchdownt, interception nélkül és lefutott megállás nélkül 68 yardot, a Jaguárok legnagyobb visszatérő győzelmében. 25-24-re nyertek miután 21 ponttal le voltak maradva. A 16. héten Bortles a Thursday Night Football-on győzelemre vezette a Jaguárokat a Titánok ellen 21–13-ra. 26-ból 13 passzot adott le egy touchdownt szerezve interception nélkül. Bortles egy duplán veszélyes irányítóvá vált, több mint hétszer 2014-ben több mint 20 yardot futott. Nála jobb ebben a posztban csak Russell Wilson volt.

#### 2015-ös szezon
Egy erős előszezon után, Bortles nehezen kezdte 2015-ös évét, mindössze 1 touchdownnal és 2 interceptionnel, továbbá egy 20–9-es hazai vereséggel a Carolina Panthers elleni első héten. A második héten hátrányból, Bortles csapata visszahozta a meccset a Miami Dolphins ellen, megszerezve ezzel a szezon első győzelmét. A meccsen 273 yardot és 2 touchdownt szerzett interception nélkül. Az 5. játékhéten karrierje 10. legnagyobb eredményét dobta, 4 touchdown-al, 303 dobott és 21 futott yard-al, azonban még ez sem volt elég. A Tampa Bay Buccaneers 38-31-re győzött. Bortles a 13. játékhéten új Jaguars rekordot állított fel, 5 touchdown passzal veszítve el a  Tennessee Titans elleni meccset, 42–39-re.
Bortles-nak a 2015-ös lett a kitörő éve, beállította a Jaguars eddigi legjobb egyéni rekordját 35 passzolt touchdownnal, 4,428 passzolt yarddal, 606 kísérletből pedig 355 sikeres passz-al. A passzolási értéke csupán 5 alkalommal ment 80% alá a szezonban. A 15. meccs befejezése után, neki volt a ligában a második legtöbb TD passza (35), ez után azonban nem sikerült újabb TD passzt szerezni a 17. heten a Houston Texans ellen, így meg kellett osztania második helyét Eli Manning, Cam Newton és Carson Palmerrel, csupán egy touchdownnal lemaradva Tom Brady után. Bortles az év végen hetedik lett az NFL-ben, a passzolt yardok tekintetében a 4428 yarddal, Drew Brees, Phillip Rivers, Brady, Palmer, Matt Ryan, és Manning mögött.

### Statisztika
| Szezon | Csapat               | Mérkőzések | Mérkőzések | Passzolt | Passzolt | Passzolt | Passzolt | Passzolt | Passzolt | Passzolt | Futott | Futott | Futott | Futott |
| Szezon | Csapat               | GP         | GS         | Comp     | Att      | Pct.     | Yds      | TD       | Int      | Rtg      | Att    | Yds    | Avg    | TD     |
| ------ | -------------------- | ---------- | ---------- | -------- | -------- | -------- | -------- | -------- | -------- | -------- | ------ | ------ | ------ | ------ |
| 2014   | Jacksonville Jaguars | 14         | 13         | 280      | 475      | 58,9     | 2,908    | 11       | 17       | 69,5     | 56     | 419    | 7,5    | 0      |
| 2015   | Jacksonville Jaguars | 16         | 16         | 355      | 606      | 58,6     | 4,428    | 35       | 18       | 88,2     | 52     | 310    | 6,0    | 2      |
| Össz   | Össz                 | 30         | 29         | 635      | 1 081    | 58,7     | 7,336    | 46       | 35       | 80,0     | 108    | 729    | 6,8    | 2      |

Forrás

### Jaguars-ban szerzett rekordjai
- Legtöbb passzolt touchdown egy szezonon belül – 35 (2015)[10]
- Legtöbb passzolt yard egy szezonon belül – 4,428 (2015)[11]
- Legtöbb passz kísérlet egy szezonon belül– 606 (2015)[12]
- Legtöbb sikeres passz egy szezonon belül – 355 (2015)[13]
- Legtöbb passzolt touchdown egy mérkőzésen  – 5 (13. hét, 2015, vs. Tennessee Titans)[14]
- Legtöbb egymást követő mérkőzés passzolt touchdownal– 15 (Első hét, 2015–16. hét, 2015)[15]

## Magánélete
Rob Bortles és Suzy Bortles fia. Rob birkózó és focista volt a középiskolában; Suzy a középiskolában softball játékos volt.
Blake testvére, Colby, junior baseball játékos volt a Ole Miss baseball csapatában. A 2017-es MLB Draft-ban a Detroit Tigers szerződtette le. Colby azóta a Charleston Southern University baseball csapatában segéd edző.